# Arme à chargement par la bouche

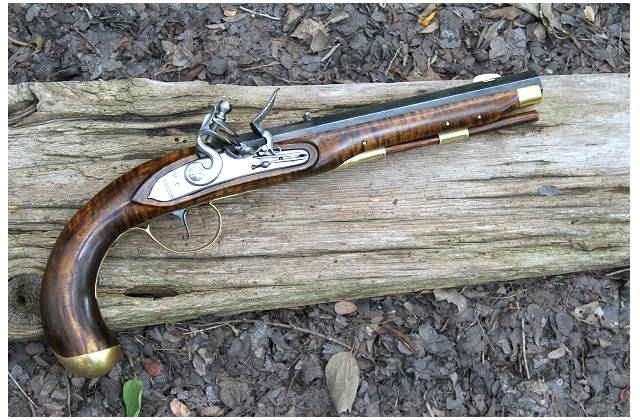
Un pistolet à chargement par la bouche.

Une arme à chargement par la bouche est une arme à feu dont le projectile et la charge propulsive sont chargés dans le canon à partir de la bouche de celui-ci. Elle se différencie des armes à chargement par la culasse, de conception plus moderne.
Les armes à chargement par la bouche modernes vont des reproductions des fusils à platines à silex, en passant par les fusils à percussion, aux fusils qui utilisent les inventions modernes, comme une culasse fermée, les amorces scellées pour permettre une très grande précision à longue portée. Les mortiers sont chargés par la bouche et sont un type d'artillerie à courte portée appartenant également à cette catégorie.
Le chargement par la bouche peut s'appliquer à de nombreux types d'armes, des canons aux pistolets, mais dans le langage moderne, le terme s'applique le plus souvent aux armes à poudre noire individuelles (fusils et pistolets). Il implique habituellement, mais pas toujours, l'utilisation d'un propulseur en vrac (poudre à canon par exemple) et un projectile, ainsi que d'une méthode distincte d'allumage ou d'amorçage.

## Chargement

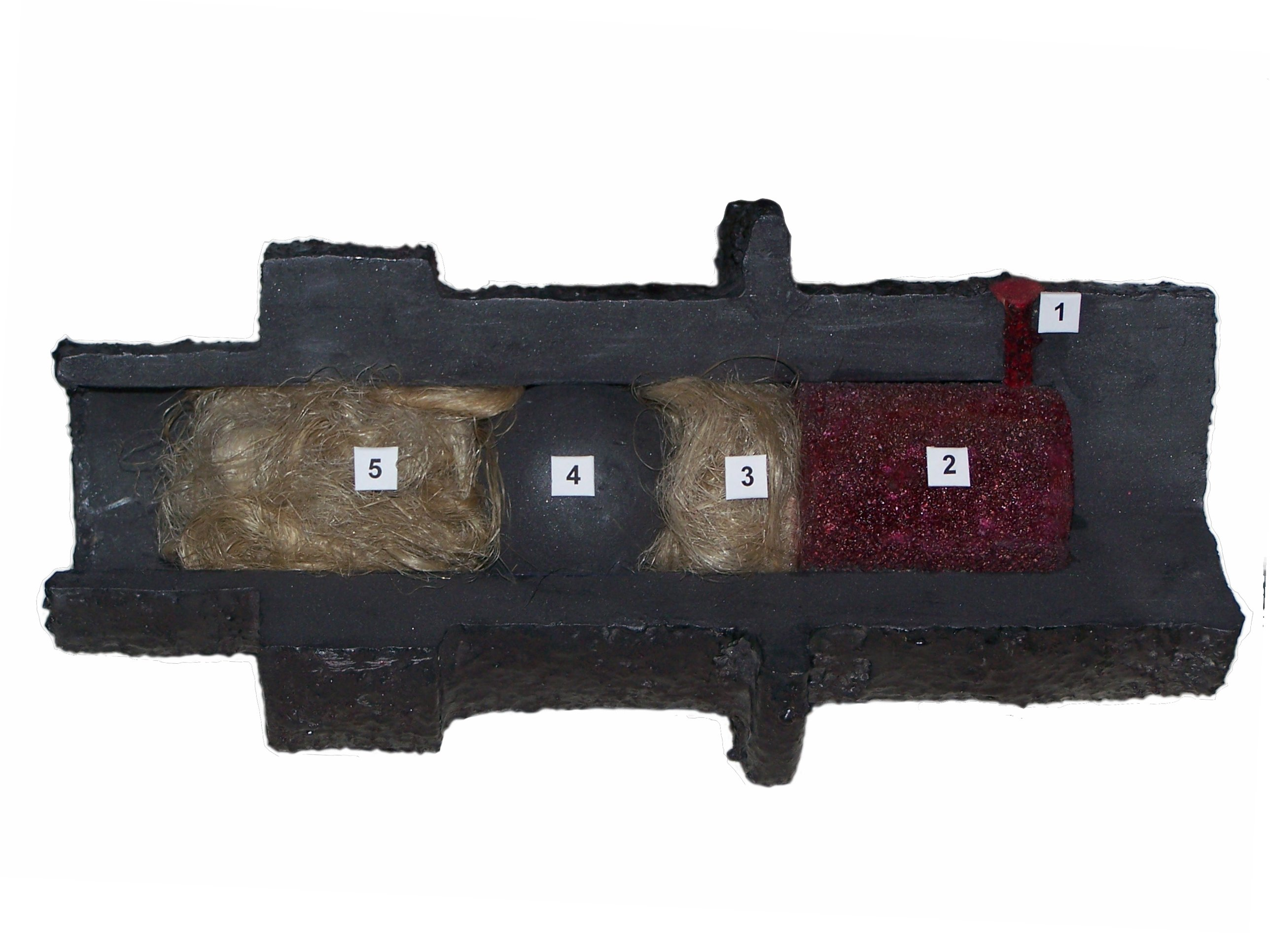
Arme à chargement par la bouche, en configuration chargée :
(1) : Amorce
(2) : Charge propulsive
(3) : Bourre
(4) : Projectile
(5) : Bourre.

En général, la séquence de chargement est la suivante :
- Introduction de la poudre : en versant de la poudre en vrac, à partir d'un sac pré-dosé ou d'un paquet en papier de poudre (appelé cartouche), ou par l'insertion (solution la moins souhaitable) de pastilles à propergol solide. La poudre utilisée de nos jours peut être un substitut à la poudre noire ou à la poudre à canon, comme le Pyrodex ;
- Mise en place de la bourre : la bourre est à base de feutre, de tissu ou de carton. Dans les fusils de chasse, la bourre est placée à l'intérieur du canon lorsqu'il devient difficile d'insérer la balle dans le canon (pour les armes légères). Pour les armes tirant des balles sphériques, une pièce de tissu lubrifié est enroulée autour de la base de la balle, qui s'insère dans les rayures et donnera la rotation sur elle-même à la balle. Pour les fusils Minié, il n'y a pas de pièce de tissu car le projectile a une base qui se dilate pour s'insérer dans les rayures.

Sur la plupart des canons de marine, la bourre à l'extrémité du canon ne sert pas seulement à obtenir une meilleure étanchéité autour du projectile, mais agit également comme un bouchon, afin d'arrêter les mouvements du projectile dus à l'oscillation du navire  (et, accessoirement, la bourre projetée peut, à courte distance, propager le feu à bord du navire ennemi).
- Mise en place du projectile : le plus souvent une balle de plomb solide, tournée en vrac, une balle Minié ou une balle chemisée moderne dans un sabot en plastique.

Comme les projectiles et la bourre sont généralement ajustés serrés, une baguette est utilisée pour pousser la bourre et le projectile vers le bas, afin de s'assurer qu'ils sont bien en contact avec la charge propulsive. À l'époque napoléonienne, une balle sphérique et une charge de poudre pré-mesurée étaient enveloppées dans une enveloppe en papier. Après un tir, le tireur devait déchirer l'extrémité d'un tube de papier et remplir le bassinet. Ensuite, il devait verser la poudre restant dans le fût, suivie par la balle encastrée dans le papier d'emballage. La crosse de l'arme était alors frappée sur le sol et la balle glissait vers la brèche. Un tireur d'élite formé pouvait tirer jusqu'à trois coups par minute.
Lorsqu'une grande précision est souhaitée, les armes à chargement par la bouche sont généralement nettoyées (« frottées ») avant le rechargement, afin qu'il ne reste aucun résidu dans le canon qui altérerait la précision. À noter que dans les concours organisés par l'organisme international les régissant, le MLAIC, c'est interdit pour les fusils militaires et les mousquets. Toutefois, pour le nettoyage des armes à chargement par la bouche de petit calibre, l'écouvillonnage ne se fait qu'après cinq à dix tirs. S'il est nettoyé après chaque tir, le canon ne se cassera pas avant plusieurs centaines de tirs. Les armes à chargement par la bouche de gros calibre, comme que les canons, sont toujours nettoyés entre chaque tir pour éviter les accidents causés par des étincelles qui peuvent mettre le feu à la nouvelle charge de poudre.

## Loisirs

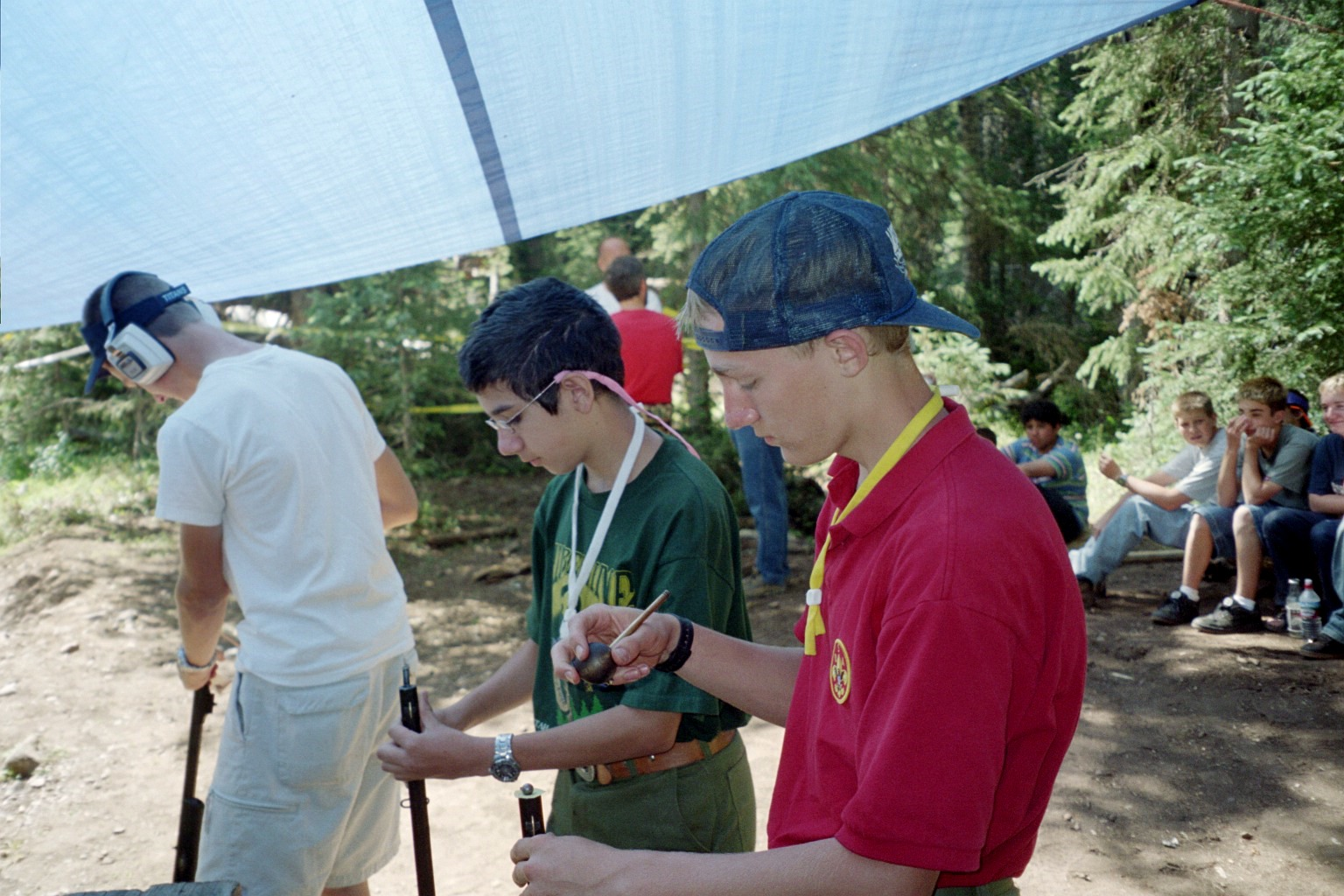
Varsity Scouts des Boy Scouts of America, apprenant le maniement des armes à chargement par la bouche.

De nos jours, le tir à partir d'armes à chargement par la bouche est un loisir ou un sport. Des armes antiques ou des reproductions sont utilisées pour le tir, la chasse, les reconstitutions historiques et la recherche historique. Ce loisir est né aux États-Unis dans les années 1930, alors que les derniers utilisateurs et fabricants d'armes à chargement par la bouche disparaissaient. Il a connu une formidable expansion dans les années 1960 et 1970. Le comité international des associations des utilisateurs d'armes à chargement par la bouche (en anglais : Muzzle Loaders Associations International Committee - www.MLAIC.org) a été créé en 1970 et a tenu son premier championnat du monde en 1971.
Depuis lors, une industrie florissante de fabrication de reproductions d'armes à feu historiques s'est développée aux États-Unis et en Europe, en particulier dans le nord de l'Italie près de Gardone. Le MLAIC organise deux tournois aux États-Unis chaque année à Friendship, dans l'Indiana. Le MLAIC régit les compétitions internationales des armes à chargement par la bouche. Il organise un championnat du monde les années impaires.